# Stelechantha
Stelechantha är ett släkte av måreväxter. Stelechantha ingår i familjen måreväxter.
Kladogram enligt Catalogue of Life:
| Stelechantha | \| \| Stelechantha arcuata \| \| \| \| \| \| Stelechantha cauliflora \| \| \| \| \| \| Stelechantha makakana \| \| \| \| \| \| Stelechantha ziamaeana \| \| \| \| |
|              | \| \| Stelechantha arcuata \| \| \| \| \| \| Stelechantha cauliflora \| \| \| \| \| \| Stelechantha makakana \| \| \| \| \| \| Stelechantha ziamaeana \| \| \| \| |
|              | Stelechantha arcuata |
|              | |
|              | Stelechantha cauliflora |
|              | |
|              | Stelechantha makakana |
|              | |
|              | Stelechantha ziamaeana |
|              | |